# Brandur Enni
Brandur Enni född 15 april 1989 på Färöarna, är en sångare och skådespelare som med balladen Lullaby deltog i Melodifestivalen 2008 i den första semifinalen den 9 februari i Göteborg. Tävlingen sändes ut direkt över Färöarna tack vare Ennis medverkan. Han kom på sjunde plats och kvalificerade sig inte vidare i tävlingen. 
Enni är en av Färöarnas mest populära sångare och han har varit i branschen sedan nio års ålder. År 2010 deltog Brandur i Julkonserten 2010, tillsammans med Sanna Nielsen, Shirley Clamp, Måns Zelmerlöw, Björn Kjellman och Sonja Aldén. Samma år sjöng han in en duett med Anna Bergendahl till hennes debutalbum Yours Sincerely. 
År 2011 släppte Brandur singeln The Illusion Of på labeln SoFo Records.

## Diskografi
- Waiting in the Moonlight, debutalbum, 2002
- The Way I Am, documentary, 2002
- Perfect Summer,[3] single, 2002
- Still Friends, single, 2003
- Brandur, single, 2003
- Brandur, album, 2003
- Lullaby, single, 2008[4]
- Lifelong Lovesong, single, 2008
- Sometimes Truth Needs a Lie,[5] single, 2009
- The Illusion Of, single, 2011
- Funerals and Celebrations album, Tutl, 2014